# Kleine Kalmit
Die Kleine Kalmit ist eine 270,5 m hohe Erhebung im Hügelland vor der Haardt, dem Ostrand des Pfälzerwalds in Rheinland-Pfalz. Sie liegt auf den Gemarkungen von Vororten der kreisfreien Stadt Landau in der Pfalz sowie von Ilbesheim im Landkreis Südliche Weinstraße. Ihr Name ist zur Unterscheidung von der 672,6 m hohen Kalmit bei Maikammer, die auch Große Kalmit genannt wird, mit dem Attribut klein versehen.
Auf der Kuppe steht die Mater-Dolorosa-Kapelle (Kapelle zum Troste der Armen) als weithin sichtbares Wahrzeichen.

## Name
Der Name „Kalmit“ taucht in der Pfalz viermal auf: Es gibt die „Große Kalmit“, die „Kleine Kalmit“, einen weiteren Berg „Kalmit“ bei Altenglan sowie die Weinberglage „Kalmit“ am Kriemhildenstuhl bei Bad Dürkheim, wobei der Name hier wahrscheinlich früher ebenfalls einen ganzen Berg bezeichnete. Mit „Kalmit“ ist möglicherweise auch der Name einer Bergwand bei Kreimbach im Lautertal nahe Wolfstein sprachlich verwandt; er lautet „Kalmut“ (auch „Kalmot“). Außerhalb der Pfalz existieren darüber hinaus zahlreiche ähnliche Namen.
Der Namensursprung ist in allen genannten Fällen nicht abschließend geklärt. Mehrere Deutungen wurden in den letzten 200 Jahren vorgebracht. Dabei können konkurrierende Theorien zur Begründung jeweils durchaus Plausibles anführen: Charakteristika, die zur Kleinen Kalmit passen.
In der Literatur belegt sind die folgenden Varianten:
- Eine Herleitung vom lateinischen „calvus mons“ = kahler, „glatzköpfiger“, d. h. waldloser Berg. Das lateinische Wort „mons“ müsste in diesem Fall zu „mit“ umgeformt worden sein. Diese Deutung passt zum lokalen geologischen Befund: Die Kleine Kalmit ist – sehr grob betrachtet – eine riesige Kalkscholle mit geringer Humusdecke, die nur einen dürftigen Bewuchs zulässt und daher kaum je bewaldet war.[6] Zu bedenken ist allerdings, dass der nicht weit entfernte Berg gleichen Namens, die Große Kalmit, gut bewaldet, d. h. keineswegs „kahl“ ist.
- Eine Herleitung des „kahlen“ wäre auch aus dem Germanischen möglich. Nach allgemeiner Auskunft der Etymologie (Wörterbücher wie Duden oder Wahrig) beruht das deutsche Wort „kahl“ nämlich nicht auf dem lateinischen „calvus“, sondern ist germanischen Ursprungs (althochdeutsch: „chalo“; mittelhochdeutsch: „kal“).[7] Die klangliche Ähnlichkeit von „kahl“ und „calvus“ ist also nicht kausal begründet, sondern ein bloßer sprachgeschichtlicher Zufall.
- Auch Herleitungen von „Kalmit“ aus dem Keltischen wurden vorgebracht. Hier würde das Wort einfach „harter Berg“ bedeuten.[5]
- Die Möglichkeit, dass in „Kalmit“ eine germanische bzw. keltische und eine lateinische Worthälfte miteinander verschmolzen wurden, ist theoretisch denkbar.
- Eine Herleitung vom lateinischen „calamitas“ = Schaden, Unheil, Unfall. Bei dieser Deutung versucht man, einen Bezug zu den lokal mitunter ungemütlichen Wetterverhältnissen herzustellen.[4] Wetterkreuze sind im Falle der Kleinen Kalmit historisch belegt (siehe unten: Absatz „Geschichte“). Bei Südpfälzern gilt die Kleine Kalmit wegen gefährlicher Unwetter auch heute noch als „Wetterberg“.[4]

Um die sprachlichen Wurzeln von „Kalmit“ sauber zu klären, d. h. einen echten Beweis zur Namensherkunft zu führen, wären in Anbetracht solch unterschiedlicher Deutungsoptionen genaue Kenntnisse über die Sprache der Bevölkerungsgruppen vor Ort zu unterschiedlichen Zeiten erforderlich. Sind die Römer beim Zusammenbruch des Römischen Reichs lokal weitgehend abgezogen? Welche Stämme sind in der Zeit der Völkerwanderung genau zugewandert? Zu welchem Zeitpunkt hat sich der Name „Kalmit“ überhaupt herausgebildet? Welche Sprache bzw. Sprachmischung (incl. Dialekte) war zu diesem Zeitpunkt lokal dominant? Zu all diesen Fragen gibt es keine hinreichend genauen Informationen.
Durch einen sprachhistorischen Rückblick lässt sich das Problem ebenfalls nicht lösen: Die früheste bekannte Erwähnung der „Kleinen Kalmit“ in historischen Zeugnissen stammt aus dem Jahr 1345. Das ist viel zu spät für eine Entscheidung zwischen einer lateinischen und germanischen bzw. keltischen Namensprägung, die schon Jahrhunderte zuvor stattfand.
Insgesamt gesehen gibt es keinen hinreichenden Grund, einer Erklärung des Namens „Kalmit“ aus „calvus mons“ den Vorzug vor anderen Deutungen zu geben.

## Geographie

### Lage
Die Kleine Kalmit erhebt sich in der Südpfalz im Osten des Naturparks Pfälzerwald etwa 15 km südsüdwestlich der in der Haardt gelegenen Kalmit und 6 km südwestlich der Kernstadt von Landau. Ihr größerer Flächenanteil mit dem Gipfel zählt zur Gemarkung des 1,2 km nordöstlich gelegenen Arzheim, 1,8 km südöstlich liegt Wollmesheim; beide Ortschaften sind Stadtteile von Landau. Die Süd- und Westseite gehört zur Ortsgemeinde Ilbesheim wenige Hundert Meter südwestlich, die dem Gipfel am nächsten liegt.

### Naturräumliche Zuordnung
Die Kleine Kalmit gehört in der naturräumlichen Haupteinheitengruppe Nördliches Oberrheintiefland (Nr. 22), in der Haupteinheit Haardtrand (220) und in der Untereinheit Oberhaardt (220.2) zum Naturraum Südliche Oberhaardt (220.21).

### Fließgewässer
Nach Norden fällt die Landschaft der Kleinen Kalmit in das Tal des Ranschbachs ab, der Arzheim nördlich passiert, und nach Südwesten und Süden in das Tal des Birnbachs, der dort durch Ilbesheim und durch Wollmesheim fließt. Beide Bäche sind rechte Zuflüsse der Queich.

## Geologie
Die Erhebung besteht aus Ablagerungen von Kalk, die vor 30 Millionen Jahren bei der Absenkung des Rheingrabens entstanden. Der Kalk stammt hauptsächlich aus den fossilen Gehäusen von Schnecken, beispielsweise Schraubenschnecken.
Geologisch gesehen ist die Kleine Kalmit eine 1,6 km lange, schräg nach Osten geneigte tektonische Scholle im Oberrheingraben. Sie besteht aus Sedimenten der Tertiär-Zeit, vorwiegend Kalksteinen. Weitere Einzelheiten zur Geologie sind online zugänglich.

## Natur
Die Kleine Kalmit gilt als botanisches Kleinod mit einem reichen Vorkommen der seltenen Küchenschelle. Zur artenreichen Fauna gehören 87 Arten von Spinnen und 43 Arten von Schmetterlingen. Auf Kleinteilen der Erhebung liegt das Naturschutzgebiet Kleine Kalmit (CDDA-Nr. 164113; 1984 ausgewiesen; 5,65 ha groß). Vor Ort fand man versteinerte Haifischzähne sowie menschliche Artefakte aus der Steinzeit.

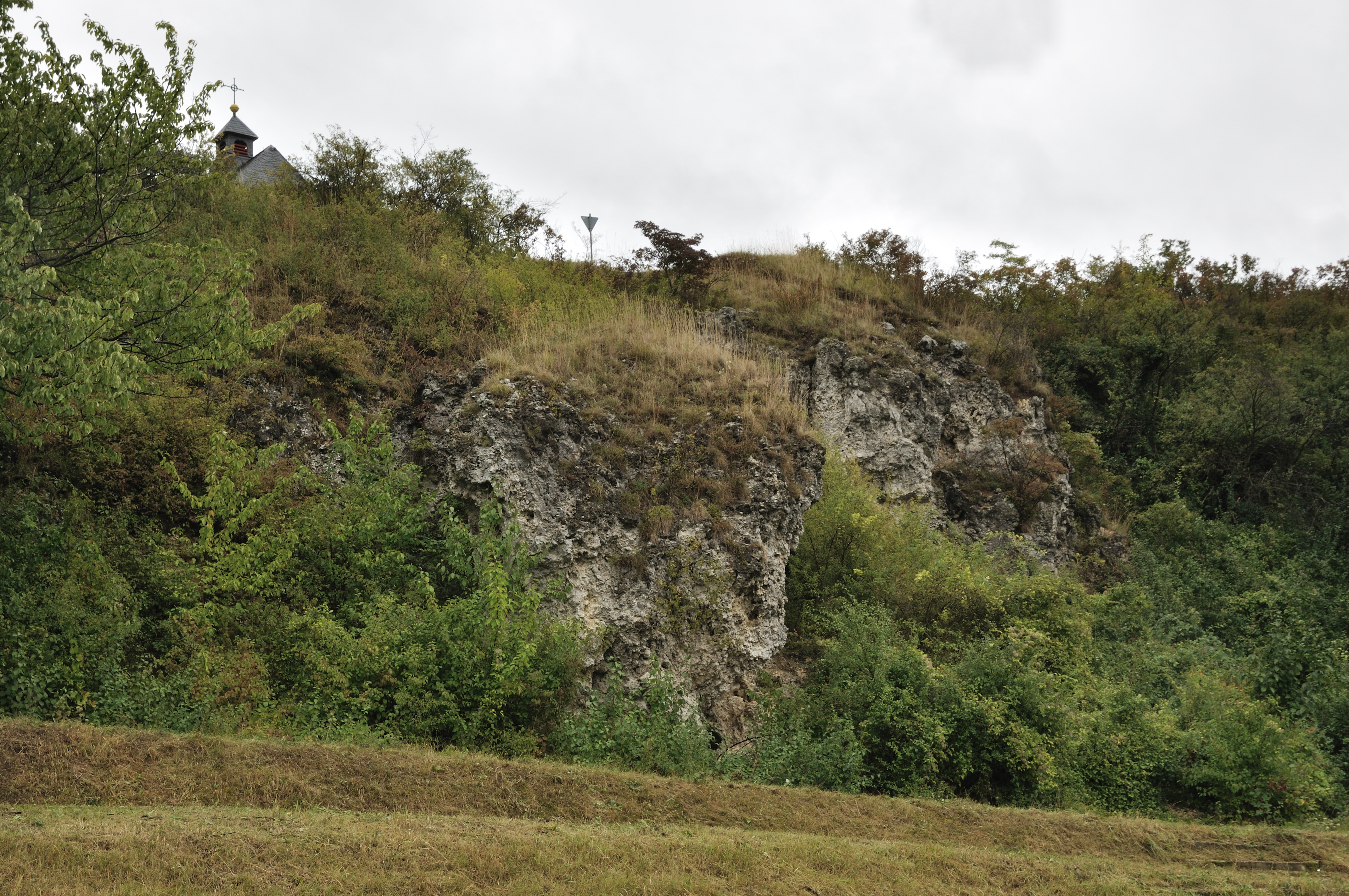
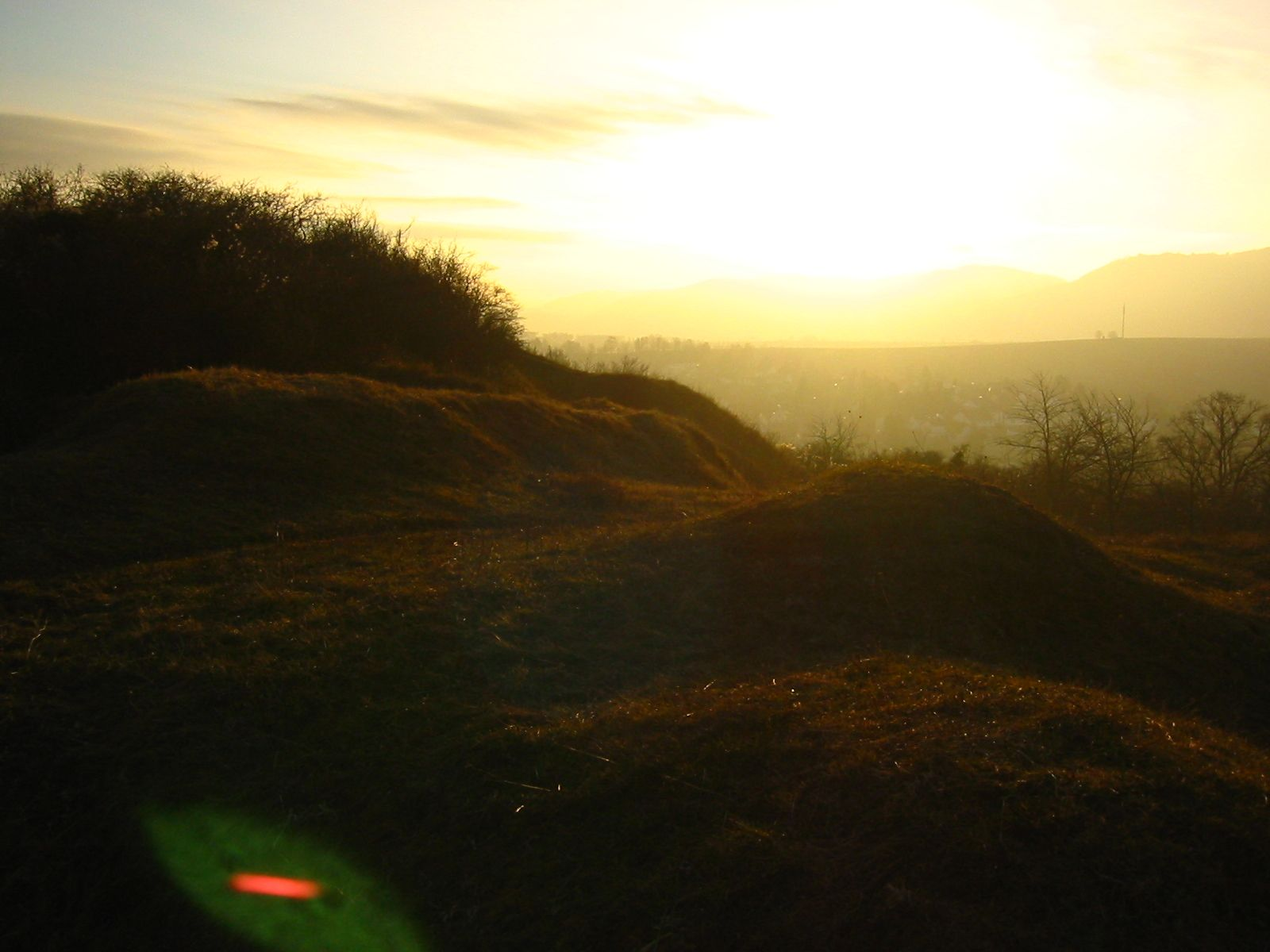
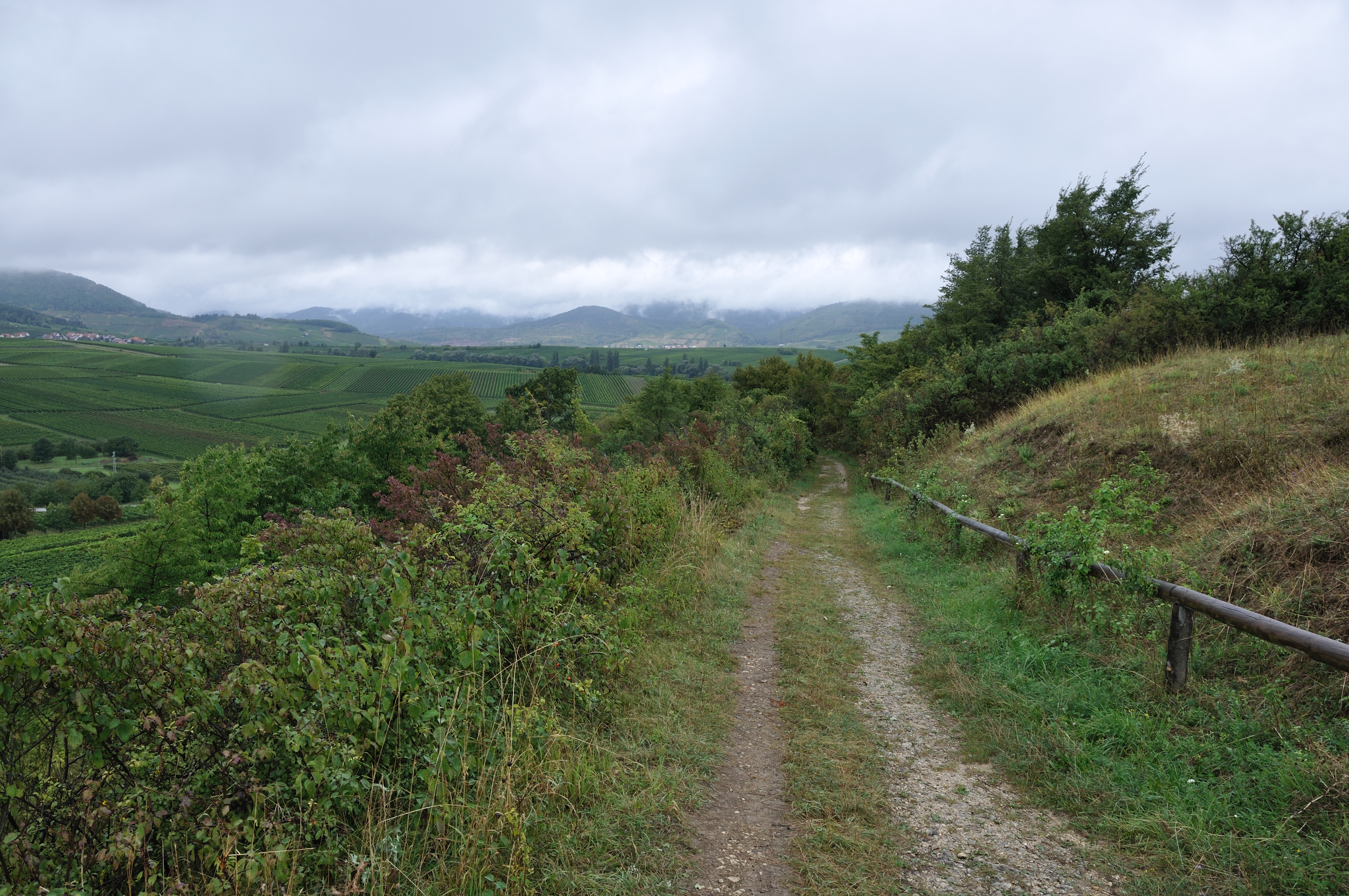

## Geschichte
Bereits im 14. Jahrhundert wurde auf der Kleinen Kalmit Kalk abgebaut, der in den Kalköfen von Ilbesheim und Arzheim gebrannt oder in der Region als Straßenschotter verwendet wurde.
Wie auf benachbarten Bergkuppen standen auch hier Wetterkreuze, die vor Unwettern schützen sollten. Es gab häufig Prozessionen zum Gipfelkreuz, bei denen um besseres Wetter gebetet wurde. Als sogenannter Wetterberg galt die kleine Kalmit zudem als Sitz von Wetterhexen.
Die Kapelle wurde 1851 auf Initiative eines Pfarrers der Gemeinde Arzheim errichtet.
In der Halloween-Nacht vom 31. Oktober zum 1. November 2019 wurde die Kapelle auf der Hügelkuppe durch Vandalismus zweier Jugendlicher schwer beschädigt. Mit einem gestohlenen Radlader wurden Teile des Gebäudes zum Einsturz gebracht, ein offensichtlicher Versuch, es zur Seite zu kippen, scheiterte jedoch. In der Umgebung gab es weitere Beschädigungen: Ein Bagger wurde umgeworfen und die nach Prinz Eugen benannte Grillhütte zerstört, zudem wurden Maisfelder und Weinberge verwüstet.

## Wirtschaft und Verkehr
Auf der bei Ilbesheim gelegenen Süd- und Westflanke der Kleinen Kalmit wird Weinbau betrieben und ein kleiner Safrananbau gepflegt, der einzige in der Pfalz. 1956 wurde die Gebietswinzergenossenschaft Kleine Kalmit gegründet, die Vorläufer der seit 1967 bestehenden Winzergenossenschaft Deutsches Weintor war.
Nördlich vorbei an der Kleinen Kalmit führt durch Arzheim die Kreisstraße 6; sie geht in die Kreisstraße 20 über, die westlich der Erhebung das Dorf Ilbesheim passiert. Die K 20 stößt südwestlich der Erhebung auf 221 m Höhe auf die Landesstraße 509, die durch Südteile von Ilbesheim und östlich davon durch Wollmesheim verläuft. Über die Kleine Kalmit führt die Südroute der Pfälzer Jakobswege; darauf weist die Jakobsmuschel vor der Kapelle hin.